# Popis vrsta roda Scutellaria
Popis vrsta roda Scutellaria
1. Scutellaria adenostegia Briq.
2. Scutellaria adsurgens Popov
3. Scutellaria agrestis A.St.-Hil. ex Benth.
4. Scutellaria alabamensis Alexander
5. Scutellaria albida L.
6. Scutellaria albituba A.Pool
7. Scutellaria alborosea Lem.
8. Scutellaria alpina L.
9. Scutellaria alta M.E.Jones
10. Scutellaria altaica Fisch. ex Sweet
11. Scutellaria altamaha Small
12. Scutellaria altissima L.
13. Scutellaria amabilis H.Hara
14. Scutellaria amicorum Rech.f.
15. Scutellaria amoena C.H.Wright
16. Scutellaria amphichlora Juz.
17. Scutellaria anatolica Çiçek & Ketenoglu
18. Scutellaria andamanica Prain
19. Scutellaria andrachnoides Vved.
20. Scutellaria androssovii Juz.
21. Scutellaria angustifolia Pursh
22. Scutellaria anhweiensis C.Y.Wu
23. Scutellaria anomala Epling
24. Scutellaria antirrhinoides Benth.
25. Scutellaria arabica Jaub. & Spach
26. Scutellaria arakensis Jamzad & Safikhani
27. Scutellaria aramberrana B.L.Turner
28. Scutellaria araxensis Grossh.
29. Scutellaria arenicola Small
30. Scutellaria arguta Buckley
31. Scutellaria ariana Hedge
32. Scutellaria artvinensis Grossh.
33. Scutellaria asperiflora Nakai
34. Scutellaria assamica Mukerjee
35. Scutellaria atrocyanea Epling & Játiva
36. Scutellaria attenuifolia Suddee & A.J.Paton
37. Scutellaria aurantiaca A.Pool
38. Scutellaria aurata Lem.
39. Scutellaria aurea B.L.Rob. & Greenm.
40. Scutellaria austrotaiwanensis T.H.Hsieh & T.C.Huang
41. Scutellaria axilliflora Hand.-Mazz.
42. Scutellaria baicalensis Georgi
43. Scutellaria baldshuanica Nevski ex Juz.
44. Scutellaria balearica Barceló
45. Scutellaria bambusetorum C.Y.Wu
46. Scutellaria barbata D.Don
47. Scutellaria bartlettii B.L.Turner
48. Scutellaria benthamiana (Mansf.) Epling
49. Scutellaria blepharophylla Epling
50. Scutellaria bolanderi A.Gray
51. Scutellaria bornmuelleri Hausskn. ex Bornm.
52. Scutellaria botbaevae Lazkov
53. Scutellaria botschantzevii M.N.Abdull.
54. Scutellaria brachyspica Nakai & H.Hara
55. Scutellaria brevibracteata Stapf
56. Scutellaria brittonii Porter
57. Scutellaria bushii Britton
58. Scutellaria calcarata C.Y.Wu & H.W.Li
59. Scutellaria californica A.Gray
60. Scutellaria cardiophylla Engelm. & A.Gray
61. Scutellaria carmenensis Henrard
62. Scutellaria caryopteroides Hand.-Mazz.
63. Scutellaria caucasica A.Ham.
64. Scutellaria caudifolia Y.Z.Sun ex C.H.Hu
65. Scutellaria chaematochlora Juz.
66. Scutellaria chamaedrifolia Hedge & A.J.Paton
67. Scutellaria chekiangensis C.Y.Wu
68. Scutellaria chevalieri Briq.
69. Scutellaria chiangii B.L.Turner
70. Scutellaria chihshuiensis C.Y.Wu & H.W.Li
71. Scutellaria chimenensis C.Y.Wu
72. Scutellaria chodshakasiani Kamelin ex Kochk.
73. Scutellaria chungtienensis C.Y.Wu
74. Scutellaria coccinea Kunth
75. Scutellaria cochinchinensis Briq.
76. Scutellaria colebrookeana Wall.
77. Scutellaria colpodea Nevski
78. Scutellaria columnae All.
79. Scutellaria comosa Juz.
80. Scutellaria cordifolia (Schltdl. & Cham.) Benth.
81. Scutellaria cordifrons Juz.
82. Scutellaria costaricana H.Wendl.
83. Scutellaria cristata Popov
84. Scutellaria cuatrecasasiana Fern.Alonso
85. Scutellaria cuevasiana J.G.González & A.Vázquez
86. Scutellaria cyanocheila Epling
87. Scutellaria cylindriflora Epling & Játiva
88. Scutellaria cypria Rech.f.
89. Scutellaria daghestanica Grossh.
90. Scutellaria darriensis Grossh.
91. Scutellaria delavayi H.Lév.
92. Scutellaria dependens Maxim.
93. Scutellaria diffusa Benth.
94. Scutellaria discolor Wall. ex Benth.
95. Scutellaria dombeyi Govaerts
96. Scutellaria drummondii Benth.
97. Scutellaria dumetorum Schltdl.
98. Scutellaria durangensis B.L.Turner
99. Scutellaria ebracteata A.Pool
100. Scutellaria edelbergii Rech.f.
101. Scutellaria elliptica Muhl.
102. Scutellaria eplingii Legname
103. Scutellaria farsistanica Rech.f.
104. Scutellaria fauriei H.Lév. & Vaniot
105. Scutellaria fedtschenkoi Bornm.
106. Scutellaria filicaulis Regel
107. Scutellaria flabellulata Juz.
108. Scutellaria flocculosa Epling & Mathias
109. Scutellaria floridana Chapm.
110. Scutellaria formosa Leonard
111. Scutellaria formosana N.E.Br.
112. Scutellaria forrestii Diels
113. Scutellaria fragillima Rech.f.
114. Scutellaria franchetiana H.Lév.
115. Scutellaria fraxinea Epling
116. Scutellaria fruticetorum Epling
117. Scutellaria fujianensis Z.H.Chen, W.Y.Xie & X.Z.Chen
118. Scutellaria galericulata L.
119. Scutellaria galerita Epling
120. Scutellaria gardoquioides Benth.
121. Scutellaria gaumeri Leonard
122. Scutellaria ghorana Hedge
123. Scutellaria glabra Leonard
124. Scutellaria glabrata Vved.
125. Scutellaria glabriuscula Fernald
126. Scutellaria glandulosa Hook.f.
127. Scutellaria glaphyrostachys Rech.f.
128. Scutellaria glechomoides Boiss. ex Benth.
129. Scutellaria glutinosa Benth.
130. Scutellaria gontscharovii Juz.
131. Scutellaria goulimyi Rech.f.
132. Scutellaria grandiflora Sims
133. Scutellaria granulosa Juz.
134. Scutellaria grossa Wall.
135. Scutellaria grossecrenata Merr. & Chun ex H.W.Li
136. Scutellaria grossheimiana Juz.
137. Scutellaria guatemalensis Leonard
138. Scutellaria guilielmii A.Gray
139. Scutellaria guttata Nevski ex Juz.
140. Scutellaria haesitabunda Juz. ex Kochk.
141. Scutellaria hainanensis C.Y.Wu
142. Scutellaria hastifolia L.
143. Scutellaria havanensis Jacq.
144. Scutellaria heterophylla Montbret & Aucher ex Benth.
145. Scutellaria heterotricha Juz. & Vved.
146. Scutellaria heydei Hook.f.
147. Scutellaria hintoniana Epling
148. Scutellaria hintoniorum Henrard
149. Scutellaria hirta Sm.
150. Scutellaria hispidula B.L.Rob.
151. Scutellaria hissarica B.Fedtsch.
152. Scutellaria holguinensis I.E.Méndez
153. Scutellaria holosericea Gontsch. ex Juz.
154. Scutellaria honanensis C.Y.Wu & H.W.Li
155. Scutellaria hookeri Epling
156. Scutellaria hsiehii T.H.Hsieh
157. Scutellaria humilis R.Br.
158. Scutellaria hunanensis C.Y.Wu
159. Scutellaria hypericifolia H.Lév.
160. Scutellaria immaculata Nevski ex Juz.
161. Scutellaria incana Biehler
162. Scutellaria incarnata Vent.
163. Scutellaria incisa Y.Z.Sun ex C.H.Hu
164. Scutellaria incurva Wall.
165. Scutellaria indica L.
166. Scutellaria inflata Epling
167. Scutellaria inghokensis Metcalf
168. Scutellaria insignis Nakai
169. Scutellaria integrifolia L.
170. Scutellaria intermedia Popov
171. Scutellaria irrasa Epling
172. Scutellaria iskanderi Juz.
173. Scutellaria isocheila Donn.Sm.
174. Scutellaria iyoensis Nakai
175. Scutellaria jaliscana Epling
176. Scutellaria javanica Jungh.
177. Scutellaria jishouensis G.X.Chen, L.Tan & X.M.Xiang
178. Scutellaria jodudiana B.Fedtsch.
179. Scutellaria juzepczukii Gontsch.
180. Scutellaria kamelinii M.N.Abdull.
181. Scutellaria karatavica Juz.
182. Scutellaria karjaginii Grossh.
183. Scutellaria khaoyaiensis A.J.Paton
184. Scutellaria khasiana C.B.Clarke ex Hook.f.
185. Scutellaria kikai-insularis Hatus. ex T.Yamaz.
186. Scutellaria kingiana Prain
187. Scutellaria kiusiana H.Hara
188. Scutellaria knorringiae Juz.
189. Scutellaria kotkaiensis Rech.f.
190. Scutellaria krasevii Kom. & I.Schischk. ex Juz.
191. Scutellaria kugarti Juz.
192. Scutellaria kujuensis Kadota & Mas.Saito
193. Scutellaria kuramensis M.N.Abdull. & I.I.Malzev
194. Scutellaria kuromidakensis (Yahara) T.Yamaz.
195. Scutellaria kurssanovii Pavlov
196. Scutellaria lacei Hedge & A.J.Paton
197. Scutellaria lactea A.Pool
198. Scutellaria laeteviolacea Koidz.
199. Scutellaria laevis Shinners
200. Scutellaria langbianensis Wernham
201. Scutellaria lanipes Juz.
202. Scutellaria lateriflora L.
203. Scutellaria laxa Dunn
204. Scutellaria leptosiphon Nevski
205. Scutellaria leptostegia Juz.
206. Scutellaria leucantha Loes.
207. Scutellaria likiangensis Diels
208. Scutellaria lilungensis S.S.Ying
209. Scutellaria linarioides C.Y.Wu
210. Scutellaria linczewskii Juz.
211. Scutellaria lindbergii Rech.f.
212. Scutellaria lindeniana Benth.
213. Scutellaria linearis Benth.
214. Scutellaria lipskyi Juz.
215. Scutellaria litwinowii Bornm. & Sint.
216. Scutellaria longifolia Benth.
217. Scutellaria longituba Koidz.
218. Scutellaria lotienensis C.Y.Wu & S.Chow
219. Scutellaria lundellii Epling
220. Scutellaria lurestanica Jamzad & Mehrnia
221. Scutellaria lushuiensis Qiang Wang
222. Scutellaria lutea Donn.Sm.
223. Scutellaria luteocaerulea Bornm. & Sint.
224. Scutellaria lutescens C.Y.Wu
225. Scutellaria lutilabia T.M.Lane & G.L.Nesom
226. Scutellaria macra Epling
227. Scutellaria macrochlamys Rech.f. & Fitz
228. Scutellaria macrodonta Hand.-Mazz.
229. Scutellaria macrosiphon C.Y.Wu
230. Scutellaria mairei H.Lév.
231. Scutellaria maxonii Leonard
232. Scutellaria meehanioides C.Y.Wu
233. Scutellaria megalaspis Rech.f.
234. Scutellaria megalodonta Juz.
235. Scutellaria megaphylla C.Y.Wu & H.W.Li
236. Scutellaria mellichampii Small
237. Scutellaria mesostegia Juz.
238. Scutellaria mexicana (Torr.) A.J.Paton
239. Scutellaria microdasys Juz.
240. Scutellaria microphylla Moc. & Sessé ex Benth.
241. Scutellaria microphysa Juz.
242. Scutellaria microviolacea C.Y.Wu
243. Scutellaria minor Huds.
244. Scutellaria mociniana Benth.
245. Scutellaria modesta Játiva & Epling
246. Scutellaria molanguitensis Hiriart
247. Scutellaria molinarum A.Pool
248. Scutellaria mollifolia C.Y.Wu & H.W.Li
249. Scutellaria mollis R.Br.
250. Scutellaria mongolica Sobolevsk.
251. Scutellaria moniliorrhiza Kom.
252. Scutellaria montana Chapm.
253. Scutellaria monterreyana B.L.Turner
254. Scutellaria mulleri B.L.Turner
255. Scutellaria multicaulis Boiss.
256. Scutellaria multiflora Benth.
257. Scutellaria multiglandulosa (Kearney) Small ex R.M.Harper
258. Scutellaria multiramosa A.Pool
259. Scutellaria muramatsui H.Hara
260. Scutellaria muriculata Epling
261. Scutellaria muzquiziana B.L.Turner
262. Scutellaria nana A.Gray
263. Scutellaria navicularis Juz.
264. Scutellaria nepetifolia Benth.
265. Scutellaria nepetoides Popov ex Juz.
266. Scutellaria nervosa Pursh
267. Scutellaria neubaueri Rech.f.
268. Scutellaria nevskii Juz. & Vved.
269. Scutellaria nigricans C.Y.Wu
270. Scutellaria nigrocardia C.Y.Wu & H.W.Li
271. Scutellaria novae-zelandiae Hook.f.
272. Scutellaria novorossica Juz.
273. Scutellaria nummulariifolia Hook.f.
274. Scutellaria oaxacana Greenm.
275. Scutellaria oblonga Benth.
276. Scutellaria oblongifolia A.Pool
277. Scutellaria obtusifolia Hemsl.
278. Scutellaria ocellata Juz.
279. Scutellaria ochotensis Prob.
280. Scutellaria ocmulgee Small
281. Scutellaria ocymoides (Kunth) Epling
282. Scutellaria oligodonta Juz.
283. Scutellaria oligophlebia Merr. & Chun ex H.W.Li
284. Scutellaria omeiensis C.Y.Wu
285. Scutellaria orbicularis Bunge
286. Scutellaria oreades Knjaz.
287. Scutellaria oreophila Grossh.
288. Scutellaria orichalcea Donn.Sm.
289. Scutellaria orientalis L.
290. Scutellaria orizabensis Epling
291. Scutellaria orthocalyx Hand.-Mazz.
292. Scutellaria orthotricha C.Y.Wu & H.W.Li
293. Scutellaria oschtenica Juz.
294. Scutellaria ossethica Kharadze
295. Scutellaria ovata Hill
296. Scutellaria oxystegia Juz.
297. Scutellaria pallidiflora Epling
298. Scutellaria pamirica Juz.
299. Scutellaria paradoxa Galushko
300. Scutellaria parrae Fern.Alonso
301. Scutellaria parvula Michx.
302. Scutellaria patonii Jamzad & Safikhani
303. Scutellaria paulsenii Briq.
304. Scutellaria pekinensis Maxim.
305. Scutellaria persica Bornm.
306. Scutellaria petersoniae B.L.Turner & Reveal
307. Scutellaria petiolata Hemsl. ex Lace & Prain
308. Scutellaria phyllostachya Juz.
309. Scutellaria physocalyx Regel & Schmalh. ex Regel
310. Scutellaria picta Juz.
311. Scutellaria pingbienensis C.Y.Wu & H.W.Li
312. Scutellaria pinnatifida A.Ham.
313. Scutellaria platensis Speg.
314. Scutellaria platyphylla (Epling) B.L.Turner & Delprete
315. Scutellaria platystegia Juz.
316. Scutellaria platystoma Epling
317. Scutellaria playfairii Kudô
318. Scutellaria poecilantha Nevski ex Juz.
319. Scutellaria poliochlora Rech.f. & Edelb.
320. Scutellaria polyadena Briq.
321. Scutellaria polyphylla Juz.
322. Scutellaria polytricha Juz.
323. Scutellaria pontica K.Koch
324. Scutellaria popovii Vved.
325. Scutellaria porphyrantha Rech.f.
326. Scutellaria potosina Brandegee
327. Scutellaria prilipkoana Grossh.
328. Scutellaria prostrata Jacquem. ex Benth.
329. Scutellaria przewalskii Juz.
330. Scutellaria pseudocoerulea Briq.
331. Scutellaria pseudocoleus Fern.Alonso
332. Scutellaria pseudoserrata Epling
333. Scutellaria pseudotenax C.Y.Wu
334. Scutellaria purpurascens Sw.
335. Scutellaria purpureocardia C.Y.Wu
336. Scutellaria pycnoclada Juz.
337. Scutellaria quadrilobulata Y.Z.Sun ex C.H.Hu
338. Scutellaria racemosa Pers.
339. Scutellaria raddeana Juz.
340. Scutellaria ramosissima Popov
341. Scutellaria rechingeri Sosef & Meerts
342. Scutellaria regeliana Nakai
343. Scutellaria rehderiana Diels
344. Scutellaria repens Buch.-Ham. ex D.Don
345. Scutellaria resinosa Torr.
346. Scutellaria reticulata C.Y.Wu & W.T.Wang
347. Scutellaria rhomboidalis Grossh.
348. Scutellaria robusta Benth.
349. Scutellaria rosei Fernald
350. Scutellaria roseocyanea Epling
351. Scutellaria rubicunda Hornem.
352. Scutellaria rubromaculata Juz. & Vved.
353. Scutellaria rubropunctata Hayata
354. Scutellaria rupestris Boiss. & Heldr.
355. Scutellaria russelioides Epling
356. Scutellaria salviifolia Benth.
357. Scutellaria sapphirina (Barneby) Olmstead
358. Scutellaria sarmentosa Epling
359. Scutellaria saslayensis A.Pool
360. Scutellaria saxatilis Riddell
361. Scutellaria scandens Buch.-Ham. ex D.Don
362. Scutellaria schachristanica Juz.
363. Scutellaria schugnanica B.Fedtsch.
364. Scutellaria schweinfurthii Briq.
365. Scutellaria sciaphila S.Moore
366. Scutellaria scordifolia Fisch. ex Schrank
367. Scutellaria scutellarioides (Kunth) Harley
368. Scutellaria sedelmeyerae Juz.
369. Scutellaria seleriana Loes.
370. Scutellaria semicircularis S.Moore
371. Scutellaria serboana B.L.Turner
372. Scutellaria serrata Andrews
373. Scutellaria sessilifolia Hemsl.
374. Scutellaria sevanensis Sosn. ex Grossh.
375. Scutellaria shansiensis C.Y.Wu & H.W.Li
376. Scutellaria shikokiana Makino
377. Scutellaria shweliensis W.W.Sm.
378. Scutellaria sibthorpii (Benth.) Halácsy
379. Scutellaria sichourensis C.Y.Wu & H.W.Li
380. Scutellaria sieberi Benth.
381. Scutellaria sieversii Bunge
382. Scutellaria siphocampyloides Vatke
383. Scutellaria sipilensis Cuevas
384. Scutellaria slametensis Sudarmono & B.J.Conn
385. Scutellaria somalensis Thulin
386. Scutellaria sosnowskyi Takht.
387. Scutellaria sporadum Bothmer
388. Scutellaria squarrosa Nevski
389. Scutellaria stachyoides Epling
390. Scutellaria stenosiphon Hemsl.
391. Scutellaria stepposa Knjaz.
392. Scutellaria stocksii Boiss.
393. Scutellaria striatella Gontsch.
394. Scutellaria strigillosa Hemsl.
395. Scutellaria subcaespitosa Pavlov
396. Scutellaria subcordata Juz.
397. Scutellaria subintegra C.Y.Wu & H.W.Li
398. Scutellaria sublitoralis J.G.González
399. Scutellaria suffrutescens S.Watson
400. Scutellaria supina L.
401. Scutellaria szovitziana Bunge
402. Scutellaria tabrisiana Grossh.
403. Scutellaria taiwanensis C.Y.Wu
404. Scutellaria talamancana A.Pool
405. Scutellaria talassica Juz.
406. Scutellaria tapintzeensis C.Y.Wu & H.W.Li
407. Scutellaria tarokoensis T.Yamaz.
408. Scutellaria tatianae Juz.
409. Scutellaria tauricola Hand.-Mazz.
410. Scutellaria tayloriana Dunn
411. Scutellaria tenasserimensis A.J.Paton
412. Scutellaria tenax W.W.Sm.
413. Scutellaria tenera C.Y.Wu & H.W.Li
414. Scutellaria teniana Hand.-Mazz.
415. Scutellaria tenuiflora C.Y.Wu
416. Scutellaria tenuipetiolata A.Pool
417. Scutellaria ternejica Prob.
418. Scutellaria texana B.L.Turner
419. Scutellaria theobromina Rech.f.
420. Scutellaria tienchuanensis C.Y.Wu & C.Chen
421. Scutellaria titovii Juz.
422. Scutellaria toguztoravensis Juz.
423. Scutellaria tomentosa Bertol.
424. Scutellaria topcuoglui Yildirim, Cicek & Akbag
425. Scutellaria tortumensis (Kit Tan & Sorger) A.P.Khokhr.
426. Scutellaria tournefortii Benth.
427. Scutellaria tsinyunensis C.Y.Wu & S.Chow
428. Scutellaria tuberifera C.Y.Wu & C.Chen
429. Scutellaria tuberosa Benth.
430. Scutellaria tubiflora Benth.
431. Scutellaria tucurriquensis A.Pool
432. Scutellaria tuminensis Nakai
433. Scutellaria turgaica Juz.
434. Scutellaria tutensis A.Pool
435. Scutellaria tuvensis Juz.
436. Scutellaria uliginosa A.St.-Hil. ex Benth.
437. Scutellaria umbratilis Epling
438. Scutellaria urticifolia Juz. & Vved.
439. Scutellaria utriculata Labill.
440. Scutellaria uzunderensis A.P.Khokhr.
441. Scutellaria valdiviana (Clos) Epling
442. Scutellaria velutina Juz. & Vved.
443. Scutellaria villosissima Gontsch. ex Juz.
444. Scutellaria violacea B.Heyne ex Benth.
445. Scutellaria violascens Gürke
446. Scutellaria viscidula Bunge
447. Scutellaria vitifolia Brandegee
448. Scutellaria volubilis Kunth
449. Scutellaria weishanensis C.Y.Wu & H.W.Li
450. Scutellaria wendtii Henrard
451. Scutellaria wenshanensis C.Y.Wu & H.W.Li
452. Scutellaria wightiana Benth.
453. Scutellaria wongkei Dunn
454. Scutellaria woodii J.M.Mercado
455. Scutellaria wrightii A.Gray
456. Scutellaria wuana C.L.Xiang & F.Zhao
457. Scutellaria wushanensis H.P.Deng & Huan Zhang
458. Scutellaria xanthosiphon Juz.
459. Scutellaria xylorrhiza Bornm.
460. Scutellaria yangbiensis H.W.Li
461. Scutellaria yezoensis Kudô
462. Scutellaria yildirimlii Çiçek & Yaprak
463. Scutellaria yingtakensis Y.Z.Sun
464. Scutellaria yunnanensis H.Lév.
465. Scutellaria yunyiana B.Y.Ding, Z.H.Chen & X.F.Jin
466. Scutellaria zaprjagaevii Kochk. & Zhogoleva
467. Scutellaria zivari Akhmed-zade
468. Scutellaria ×churchilliana Fernald
469. Scutellaria ×ketenoglui Çiçek & Yaprak
470. Scutellaria ×minkwitziae Juz.
471. Scutellaria ×neumannii H.Melzer & Bregant
472. Scutellaria ×nicholsonii Taub.